# Lórándházi István
Boldog Lórándházi István (15. század közepe – 1512. március) a pálos rend szentéletű generális perjele.

## Élete
Lórándházi István fiatalon lépett a rendbe. Elöljárói tisztét atyai szolgálatnak tekintette. Először 1496 és 1500 között, majd 1504 és 1508 között ismét a rend generális perjele. Életéről és szent haláláról betegápolója, Hadnagy Bálint számol be, aki Lórándházi perjelsége alatt annak titkáraként szolgált. Így jellemezte a Vitae fratrumban: „az én időmben egyetlen rendfőnököt sem lehet hozzád hasonlítani jámborságban”. Ő írja, hogy a kétszer is megválasztott Tamás rendfőnököt ápolta.
Remete Szent Pál Budaszentlőrincen lévő ereklyéinek, csodatevő testének őrzőjévé választották rendtársai. Gyöngyösi Gergely hírt adott arról, hogy a szerzetesek a csodás eseményekről folyamatosan lajstromot vezettek. Azt állította, hogy amikor Lórándházi István még Budaszentlőrincen volt Remete Szent Pál ereklyéinek őre, akkor a mirákulumokat (csodás gyógyulásokat), többet, mint amennyit elődei azelőtt leírtak, elegáns stílusban feljegyezte. Úgy tűnik, hogy a szent ereklye mindenkori őrzőjének volt feladata ezeket írásba foglalni.
Amikor testvére, Calixtus volt a perjel Villyén, helyreállította a monostort.